# Angelo De Luca
Angelo De Luca (Casalincontrada, 24 novembre 1904 – Chieti, 7 novembre 1975) è stato un politico italiano.
Fu senatore per sei legislature e ricoprì varie cariche nelle commissioni parlamentari fino ad arrivare a ricoprire l'incarico di Ministro delle poste e delle telecomunicazioni.

## Incarichi
II LEGISLATURA
- 4ª Commissione permanente (Difesa): Membro dal 21 luglio 1953 al 22 febbraio 1956: Membro dal 29 novembre 1956 all'11 giugno 1958
- 5ª Commissione permanente (Finanze e tesoro): Membro dal 21 luglio 1953 al 23 febbraio 1956: Membro dal 23 febbraio 1956 all'11 giugno 1958
- Commissione speciale per l'esame del disegno di legge relativo alla concessione di indennizzi e contributi per danni di guerra (n. 136): Membro dal 30 ottobre 1953 al 31 dicembre 1953
- Commissione speciale per l'esame del disegno di legge recante provvedimenti per la città di Roma (n. 1296): Segretario dal 15 febbraio 1956 all'11 luglio 1957, Vicepresidente dal 12 luglio 1957 all'11 giugno 1958
- Commissione speciale per l'esame del disegno di legge concernente provvedimenti straordinari per l'Abruzzo (n. 23859): Membro dal 12 febbraio 1958 all'11 giugno 1958

III LEGISLATURA
- Governo Segni-II: Sottosegretario di Stato per il bilancio dal 19 febbraio 1959 al 24 marzo 1960
- Governo Tambroni: Sottosegretario di Stato per il bilancio dal 2 aprile 1960 al 25 luglio 1960
- Giunta consultiva per il Mezzogiorno: Membro dal 23 luglio 1958 al 23 luglio 1958, Segretario dal 24 luglio 1958 al 18 febbraio 1959
- 5ª Commissione permanente (Finanze e tesoro): Membro dal 9 luglio 1958 al 15 maggio 1963
- Speciale ddl attività economica e esercizio provvisorio (n. 1,4): Membro dal 13 giugno 1958 al 24 giugno 1958
- Commissione speciale per l'esame del disegno di legge recante "Provvedimenti per l'edilizia ospedaliera" (n. 2291): Membro dal 29 novembre 1962 al 15 maggio 1963
- Commissione consultiva cessione alloggi dello Stato: Membro dal 30 luglio 1958 al 17 gennaio 1959
- Consultiva piano quinquennale sviluppo agricoltura: Membro dal 12 dicembre 1961 al 12 giugno 1962
- Commissione parlamentare d'inchiesta sulla costruzione dell'aeroporto di Fiumicino: Membro dal 16 maggio 1961 al 23 dicembre 1961

IV LEGISLATURA
- Giunta consultiva per il Mezzogiorno: Membro dal 16 luglio 1963 al 4 giugno 1968
- 5ª Commissione permanente (Finanze e tesoro): Membro dal 3 luglio 1963 al 4 giugno 1968
- Speciale ddl esercizio provvisorio 63-64 (n. 34): Segretario dal 25 giugno 1963 al 28 giugno 1963
- Speciale ddl bilancio 1.7/31.12.1964 (n. 502): Membro dal 24 aprile 1964 al 28 giugno 1964
- Speciale ddl ripresa economia nazionale (n. 1137): Membro dal 16 aprile 1965 al 13 maggio 1965
- Parlamentari membri della Commissione per la vigilanza sulla cassa depositi e prestiti: Membro dal 3 ottobre 1963 al 4 giugno 1968
- Consultiva testo unico interventi Mezzogiorno: Membro dal 18 gennaio 1967 al 24 giugno 1967
- Commissione parlamentare d'inchiesta sul disastro del Vajont: Membro dal 24 giugno 1964 al 15 luglio 1965

V LEGISLATURA
- 5ª Commissione permanente (Finanze e tesoro): Membro dal 5 luglio 1968 al 24 maggio 1972
- Parlamentari membri della Commissione per la vigilanza sull'istituto di emissione e sulla circolazione dei biglietti di banca: Membro dal 6 marzo 1969 al 24 maggio 1972
- Comm.parl.par.gov.norme delegate trattati CEE e CEEA: Membro dal 25 novembre 1969 al 24 maggio 1972
- Commissione parlamentare per il parere al governo sulle norme delegate relative al regime fiscale degli accendigas per uso domestico: Membro dal 18 settembre 1971 al 24 maggio 1972

VI LEGISLATURA
- 6ª Commissione permanente (Finanze e tesoro): Membro dal 4 luglio 1972 al 4 luglio 1976
- Parlamentari membri della Commissione per la vigilanza sull'istituto di emissione e sulla circolazione dei biglietti di banca: Membro dal 27 luglio 1972 al 7 novembre 1975
- Commissione parlamentare per il parere al governo sulle norme delegate in materia di edilizia: Membro dal 4 agosto 1972 al 7 novembre 1975